# Vườn quốc gia Purnululu
Vườn quốc gia Purnululu là một vườn quốc gia nằm ở Đông Kimberley ở Tây Úc. Nó có diện tích 239.723 hecta, nằm cách Kununurra khoảng 300 kilômét (190 mi) về phía nam. Nó được UNESCO công nhận là Di sản thế giới từ năm 2003 như là một vùng hoang dã xa xôi của dãy Bungle Bungle có cảnh quan ngoạn mục của những tảng đá sa thạch hình tổ ong cao tới 250 mét giữa vùng đồng cỏ thảo nguyên bán khô cằn. Các quá trình lắng đọng và phong hóa độc đáo đã tạo cho những tháp đá này mang vẻ ngoài bởi những dải màu đen và cam ấn tượng khiến đây là một trong những ví dụ độc đáo nhất về karst hình nón bị xói mòn trong khoảng thời gian 20 triệu năm.